# Российский государственный профессионально-педагогический университет
Российский государственный профессионально-педагогический университет — высшее учебное заведение в Екатеринбурге, существовавшее с 1979 по 2024 год. Полное наименование — Федеральное государственное автономное образовательное учреждение высшего образования «Российский государственный профессионально-педагогический университет» (ФГАОУ ВО «РГППУ»).
Основан 1 сентября 1979 года как Свердловский инженерно-педагогический институт (СИПИ). В 1993—2001 годах — Уральский государственный профессионально-педагогический университет (УГППУ). С 2001 года — РГППУ. Главный корпус университета был расположен в районе Уралмаш.
В составе университета было 4 института, колледж, докторантура, аспирантура, филиал в Нижнем Тагиле (Нижнетагильский государственный социально-педагогический институт), представительства в городах Свердловской области и за её пределами.
20 декабря 2024 года приказом Министерства просвещения Российской Федерации № 988 университет был ликвидирован как самостоятельное учреждение и был присоединён к другому педагогическому вузу Екатеринбурга – УрГПУ.

## История
Свердловский инженерно-педагогический институт был создан на основании Постановления Совета Министров СССР от 2 июня 1978 года и являлся первым инженерно-педагогическим институтом в стране. Были основаны машиностроительный и электроэнергетический факультеты, в состав которых входило 12 кафедр. Первым ректором стал Василий Васильевич Блюхер, сын В. К. Блюхера.
Основной задачей института являлась подготовка педагогических кадров системы начального, среднего и высшего профессионального образования.
Первый выпуск специалистов состоялся в 1984 году. В 1985 году ректором СИПИ назначается учёный-химик и педагог Евгений Викторович Ткаченко, будущий министр образования Российской Федерации. Новый ректор взял курс на развитие института и повышение его ведущей роли в системе инженерно-педагогического образования страны. При Ткаченко в институте образованы аспирантура и диссертационный совет, проведена компьютеризация учебного процесса.
В 1987 году на совместном заседании коллегий Минобразования и Госпрофобра СССР Свердловский инженерно-педагогический институт утверждён ведущим вузом страны в области инженерно-педагогического образования.
В 1992 году Ткаченко становится первым заместителем министра, а затем министром образования Российской Федерации. Исполняющим обязанности ректора назначается Геннадий Михайлович Романцев, который в мае следующего года избирается ректором на конкурсной основе из пяти кандидатов.
В декабре 1993 года приказом министра образования Свердловский инженерно-педагогический институт (СИПИ) был преобразован в Уральский государственный профессионально-педагогический университет (УГППУ).
27 ноября 2001 года приказом Министерства образования Российской Федерации Уральский государственный профессионально-педагогический университет (УГППУ) переименован в Российский государственный профессионально-педагогический университет (РГППУ).
22 марта 2013 года ректором на конкурсной основе из трёх кандидатов избирается Евгений Михайлович Дорожкин. 22 апреля 2013 года он вступил в должность. Г. М. Романцев переходит на должность научного руководителя университета. Начинаются процедуры по введению должности президента РГППУ.
20 декабря 2024 года приказом Министерства просвещения Российской Федерации № 988 университет был ликвидирован как самостоятельное учреждение и был присоединён к другому педагогическому вузу Екатеринбурга – УрГПУ.

## Ректоры
- 1978—1985 — Блюхер Василий Васильевич
- 1985—1992 — Ткаченко Евгений Викторович
- 1992—2013 — Романцев Геннадий Михайлович
- 22.03.2013 — 02.03.2021 — Дорожкин Евгений Михайлович
- 03.03.2021 — 25.06.2024 — Дубицкий Валерий Васильевич
- 26.06.2024 — 20.12.2024 —  Габышева Людмила Константиновна

## Структура РГППУ

### Учебные подразделения
- Институт инженерно-педагогического образования (ИПО)
- Институт психолого-педагогического образования (ППО)
- Институт гуманитарного и социально-экономического образования (ГСЭО)
- Институт физической культуры, спорта и здоровья (ФКСиЗ)

### Научные подразделения
- НИИ инноваций в образовании
- Институт развития ремесленничества
- НИИ психологии развития
- Уральский научно-образовательный центр Уральского отделения Российской академии образования
- Филиал исследовательского центра проблем качества подготовки специалистов
- Межотраслевой центр высокотемпературных теплофизических исследований конденсированных материалов
- Центр информационных технологий
- Отдел международного сотрудничества
- Центр образования по реализации международного проекта «Школа Конфуция»
- Научно-учебный центр
- Межфакультетская исследовательская лаборатория профессионального развития личности
- Межкафедральная научно-исследовательская лаборатория компьютерных технологий профессионального образования
- Вузовско-академическая лаборатория магнитогидродинамических (МГД) преобразователей (создана РГППУ и Институтом теплофизики УрО РАН)
- Исследовательская лаборатория мониторинга и профилактики наркомании
- Научно-исследовательская лаборатория декоративной живописи и древнерусской иконописи
- Научно-исследовательская лаборатория диагностики, коррекции и мониторинга функционального состояния учащейся молодёжи, подростков и детей

## Филиалы
- C 28 августа 2013 года филиалом РГППУ является Нижнетагильский государственный социально-педагогический институт[5]